# Kvarteret Kastellholm
Kvarteret Kastellholm, förr även Franska kvarteret, är ett sammanhängande kvarter som ursprungligen uppfördes 1875–1878 i stadsdelen Lorensberg i Göteborg. Kvarteret ligger vid Kungsportsavenyen, Södra Vägen, Storgatan och Teatergatan.

## Arkitektur och historik

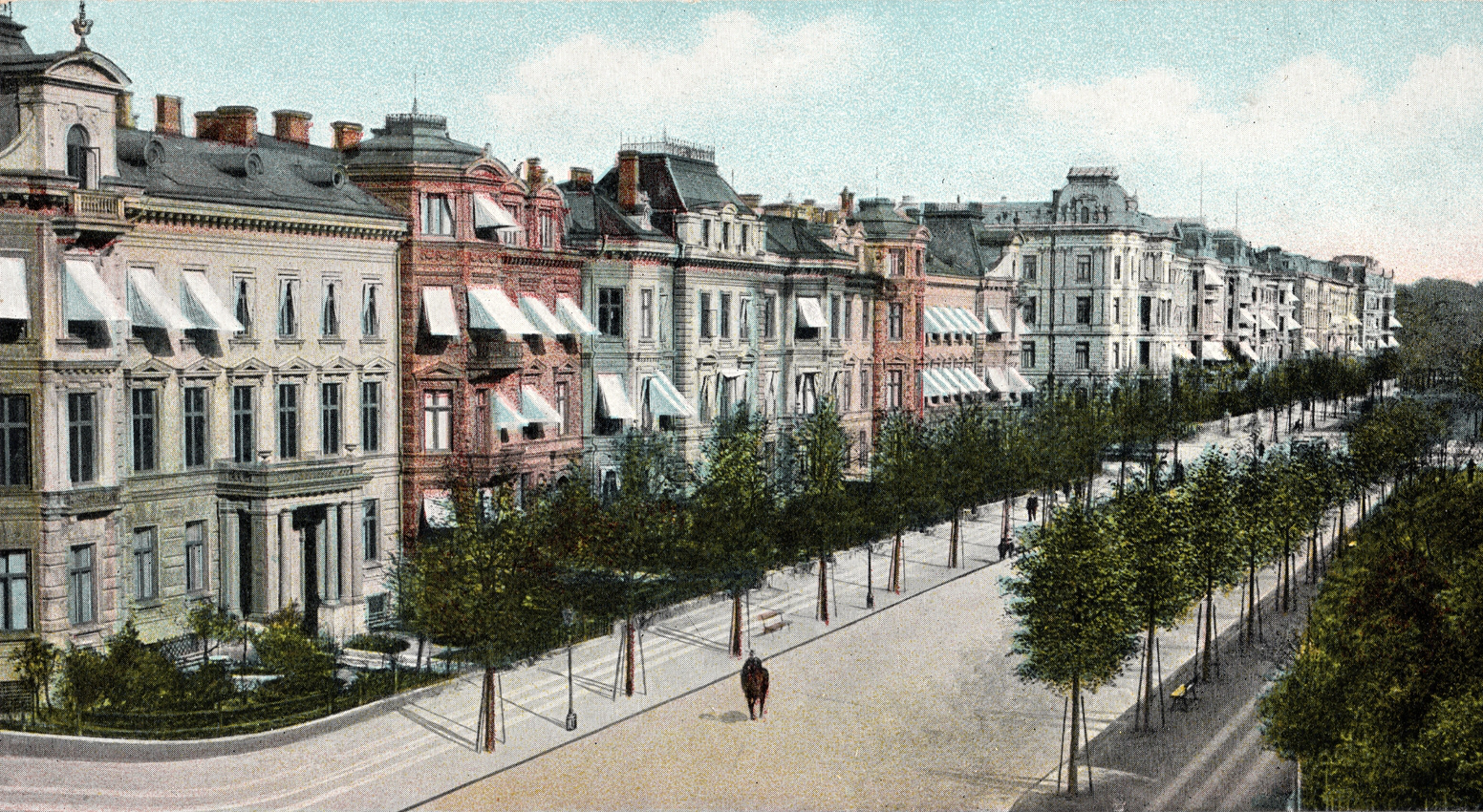
Kvarteret Kastellholm med Kungsportsavenyen 4-14 på en bild ca 1885.

Kvarteret är namngivet efter Kastelholms slott på Åland, dock med en äldre stavningsform. Kvarteret uppfördes med stenhus mot Kungsportsavenyen innehållande större lägenheter under åren 1875-1878. Stilen var nyrenässans, och samtiden uppfattade den som fransk. Varför namnet blev just Franska kvarteret. Detta i motsats till det Engelska kvarteret mitt emot, Kvarteret Kalmarehus. Större delen av kvarteret hade förvärrats våren 1874 av arkitekten Johan August Westerberg, och kan köpte troligen marken från ägarna av det tidigare landeri som legat på platsen. Westerberg uppförde själv husen på nummer 8-12, medan Adrian C. Peterson ritade huset på nummer 6. Husen som upptog nummer 8 och 10 utgjorde husets mitt och vara samkomponerade, varför de upplevdes som en byggnad. Hörnbyggnaderna på nummer 4 och 14 blev också relativt lika, varför hela kvarteret upplevdes som en komponerad helhet mot Kungsportsavenyen. Byggnaderna mot Avenyn skapades med förträdgårdar, som omgavs med staket i sten eller gjutjärn.
Mot Södra Vägen bebyggdes kvarteret med stenhus under tidigt 1900-tal, varav vissa finns kvar. Hörnhusen mot Avenyn revs på slutet av 1930-talet, medan mitthusen revs på 1960-talet. De rivna husen ersattes av betydligt högre hus. Hörnhuset på Avenyn 14 och Vasagatan 56 uppfördes 1940 i funkisstil efter ritningar av arkitekt Nils Olsson, i varvs bottenvåning Biograf Spegeln fanns.
Avenyn 10-12 är ett kontors- och affärshus byggt 1969 och ritat av Contekton Arkitektkontor. 1970 uppfördes hotellbyggnaden Avenyn 6-8 efter ritningar av Johan Tuvert. Liksom det södra hörnhuset är hörnet Avenyn 4 / Storgatan 51 ett funkishus, uppfört 1939 och ritat av AM Stark.
Storgatan 53 / Södra vägen 3-5 förnyades då Folksamhuset, ritat av Erik Ahlsén, uppfördes under åren 1956-1958. Bostadshusen på Södra vägen 7-11 ritades av Hansson & Löfmark och byggdes 1903. Bostadshusen Södra vägen 13 / Vasagatan 58-60 ritades av Gunnar Hoving och uppfördes 1931. Vasagatan 58 byggdes senare delvis om till kollektivhus med restaurang i bottenvången, vilken senare blev Restaurang Kometen. I hörnet Södra vägen / Vasagatan låg Malmsjös pianofabrik, vilken delvis revs 1922 när Vasagatan drogs fram till Södra vägen och resterande del i början av 1930-talet.

### Bilder

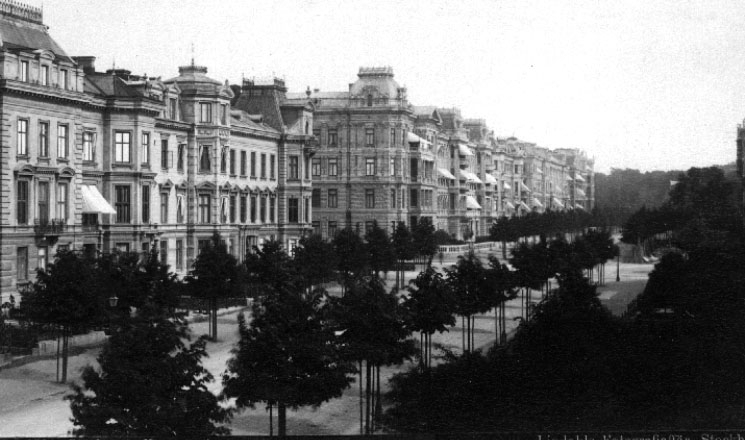
Franska Kvarteret ca 1885
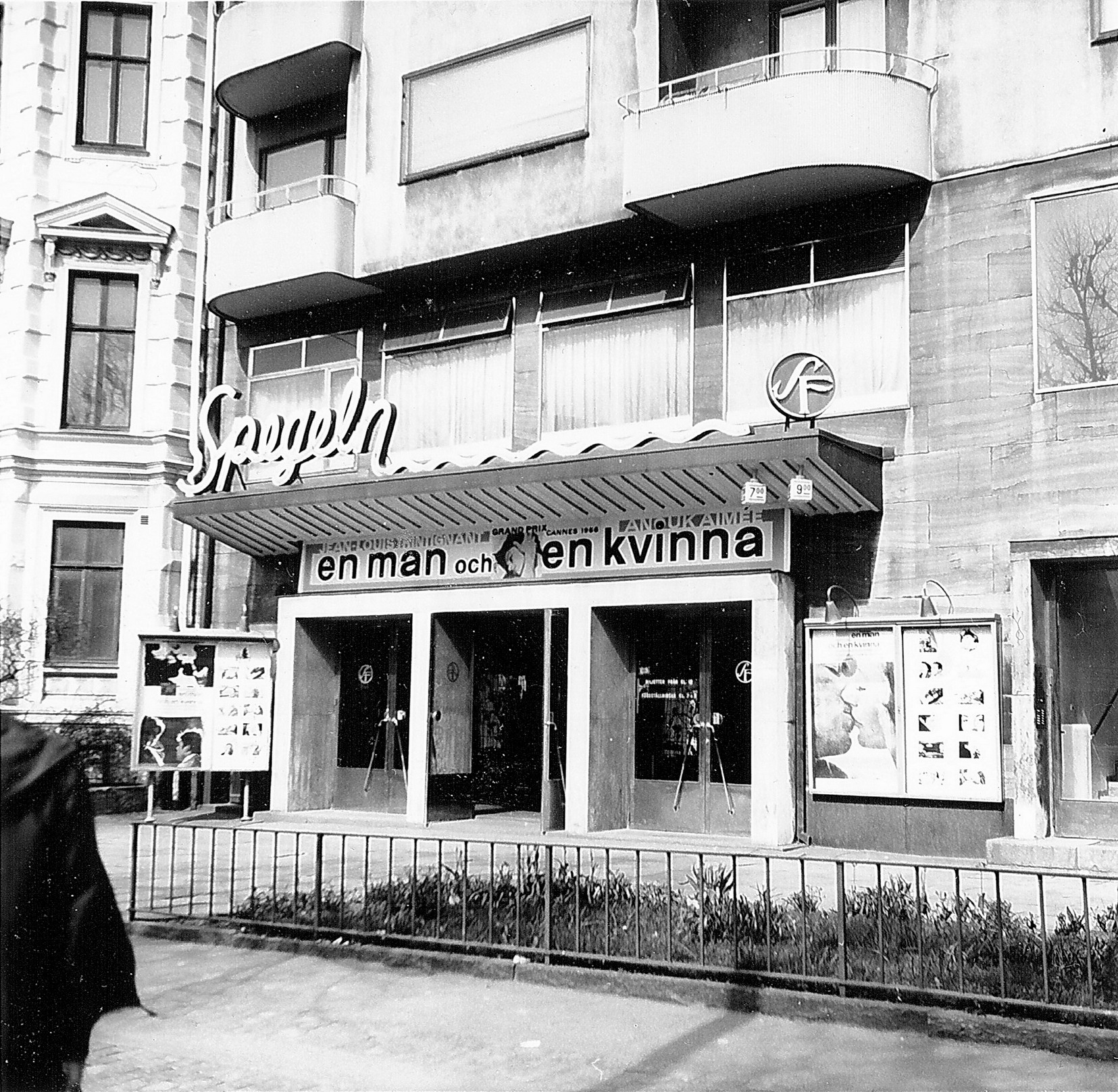
Biograf Spegeln 1966
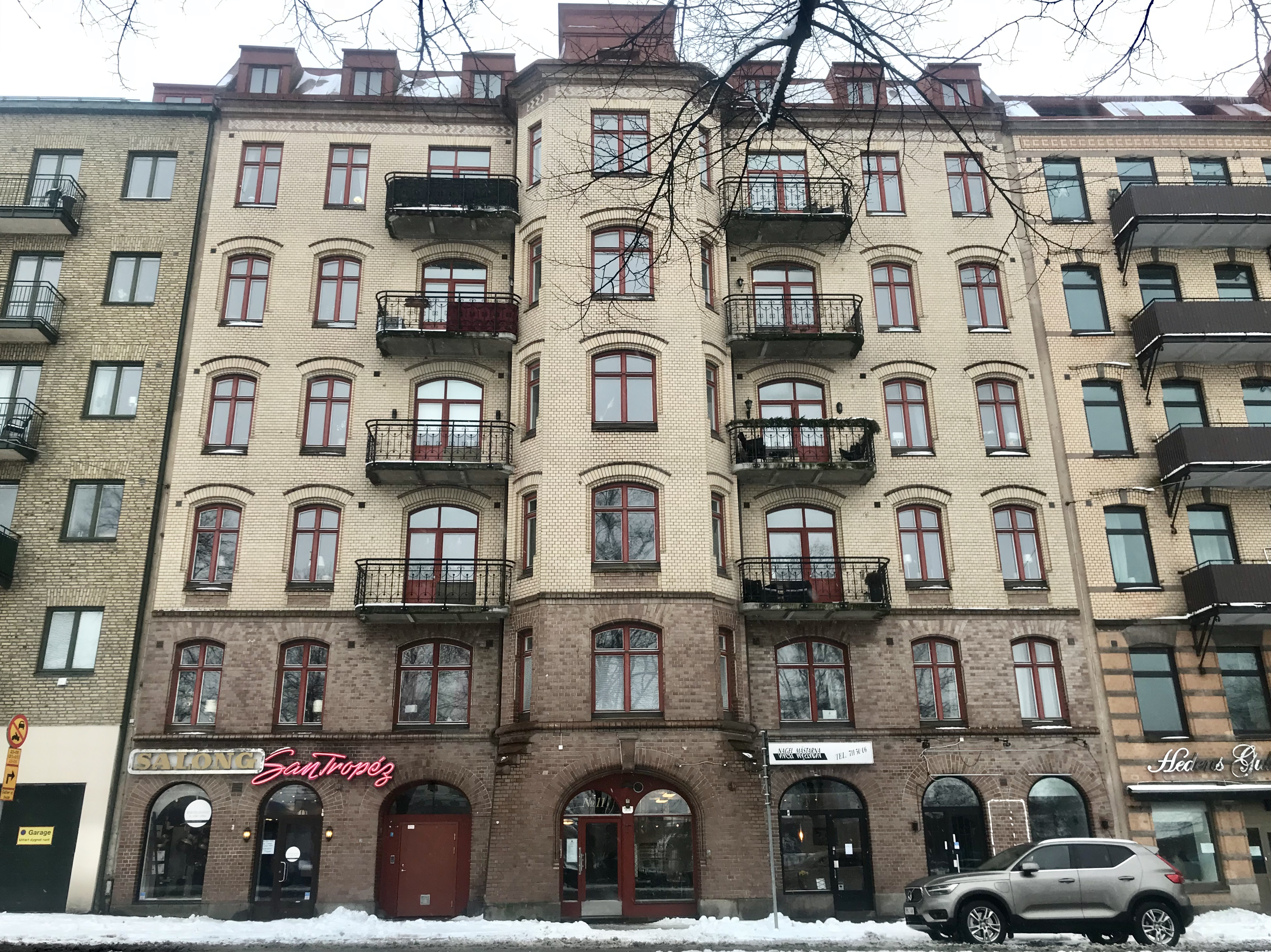
Södra vägen 11
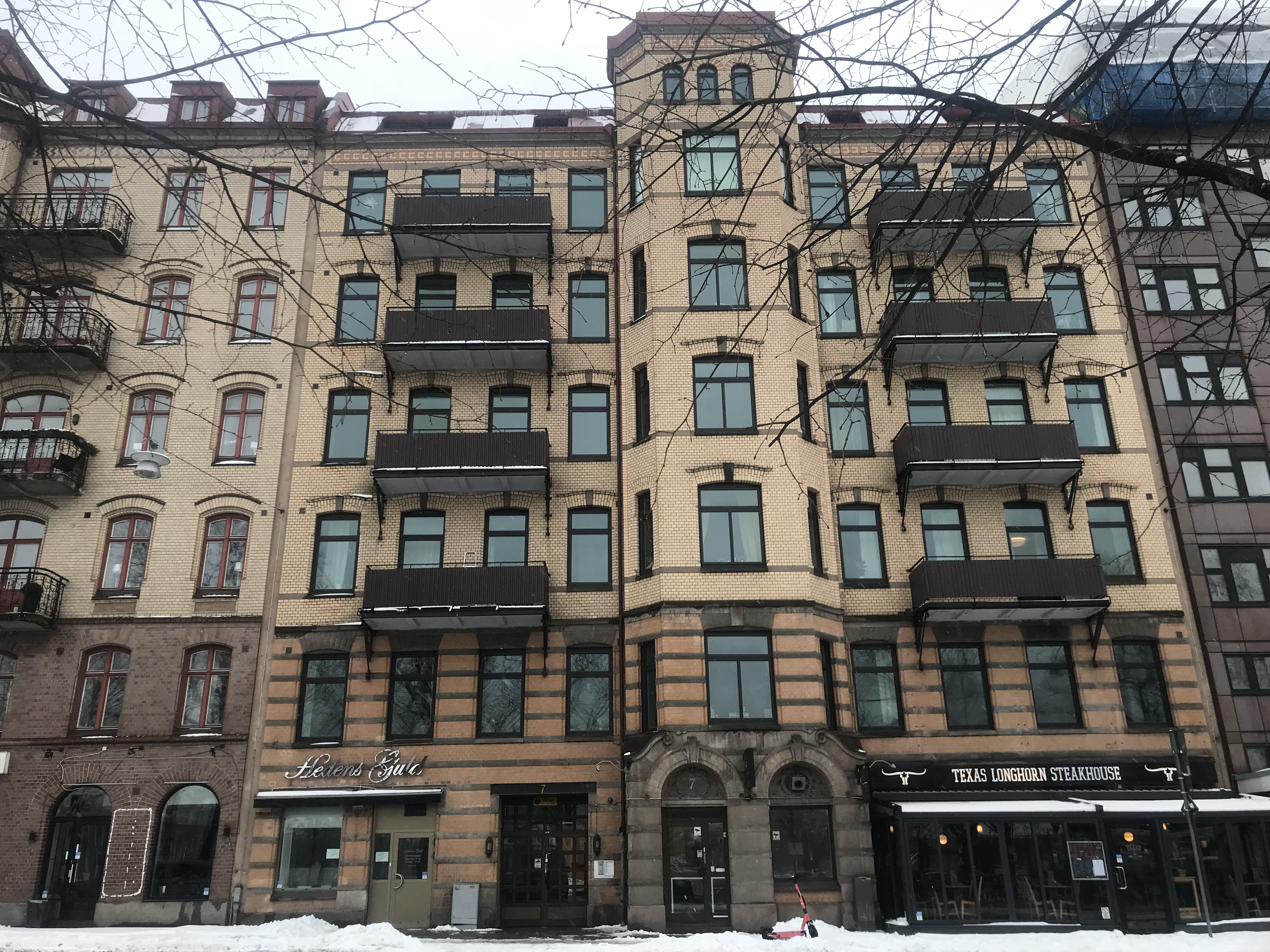
Södra Vägen 7
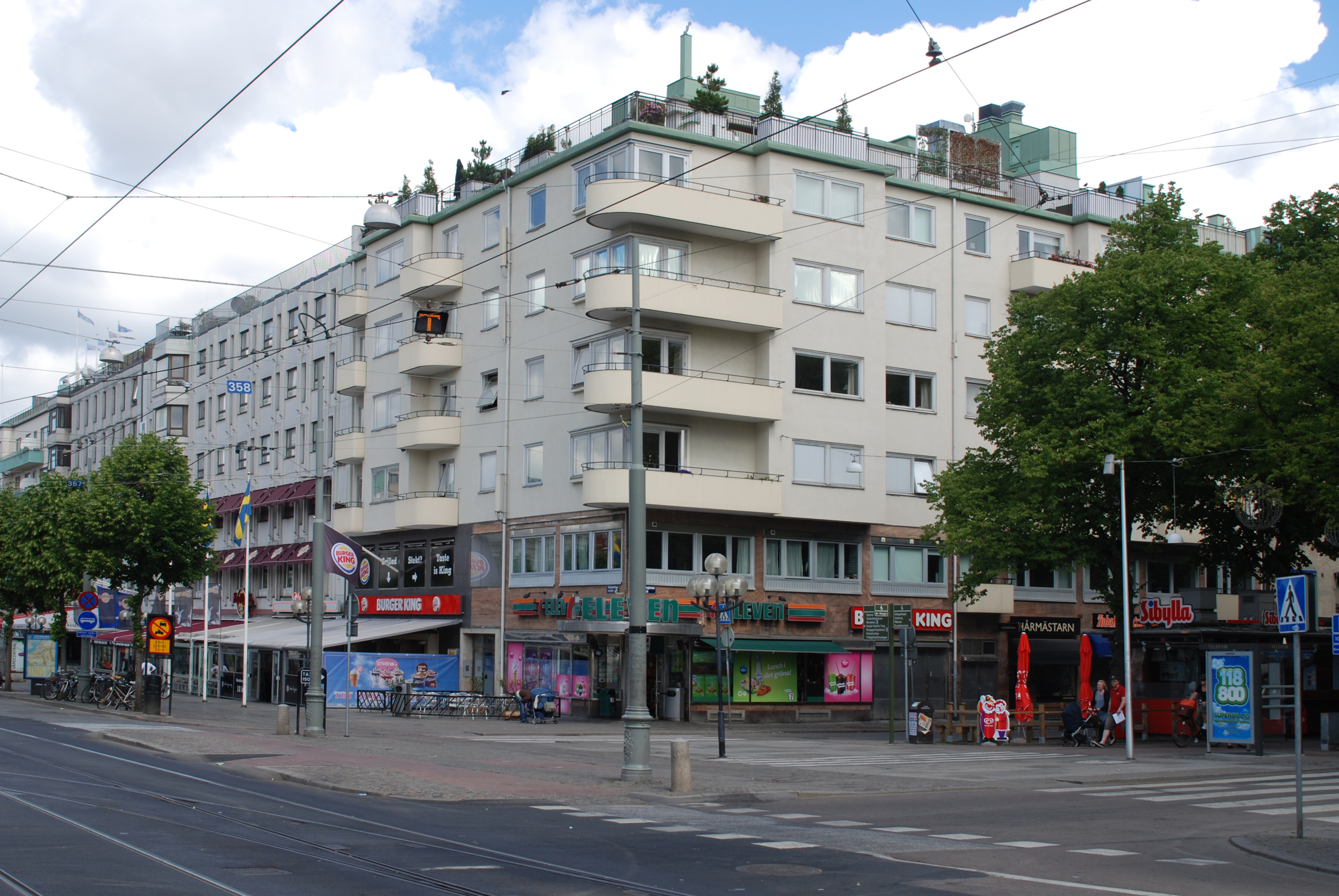
Kungsportsavenyen 14

## Byggnader i kvarteret (mot Kungsportsavanyen)
- Nr 4. Arkitekt Johan August Westerberg. Byggt 1875-1878, rivet på 1930-talet.
- Nr 6. Arkitekt Adrian C. Peterson. Byggt 1875-1878,
- Nr 8. Arkitekt Johan August Westerberg. Byggt 1875-1878,
- Nr 10. Arkitekt Johan August Westerberg. Byggt 1875-1878,
- Nr 12. Arkitekt Johan August Westerberg. Byggt 1875-1878,
- Nr 14. Arkitekt Johan August Westerberg. Byggt 1875-1878,

## Fastighetsbeteckningar
Kvarteret Kastellholm är ett sammanhängande kvarter med nummer 45 som utgörs av 9 fastigheter med fastighetsbeteckningarna Lorensberg 45:4, Lorensberg 45:5, Lorensberg 45:6, Lorensberg 45:7, Lorensberg 45:8, Lorensberg 45:16, Lorensberg 45:19, Lorensberg 45:20, Lorensberg 45:21.